# Distretto di Yonán
Il distretto di Yonán è uno degli otto distretti  della provincia di Contumazá, in Perù. Si trova nella regione di Cajamarca e si estende su una superficie di 547,25 chilometri quadrati.

Istituito il 5 giugno 1964, ha per capitale la città di Tembladera; al censimento 2005 contava 7.970 abitanti.